# Calosota frequens
Calosota frequens är en stekelart som först beskrevs av Masi 1917.  Calosota frequens ingår i släktet Calosota och familjen hoppglanssteklar. Inga underarter finns listade.